# Song Taizong
Song Taizong (zijn persoonlijke naam was Zhao Kuangyi) (939 - 997) was keizer van de Chinese Song-dynastie (960-1279). Hij regeerde van 976 tot 997.